# J. P. Seeburg

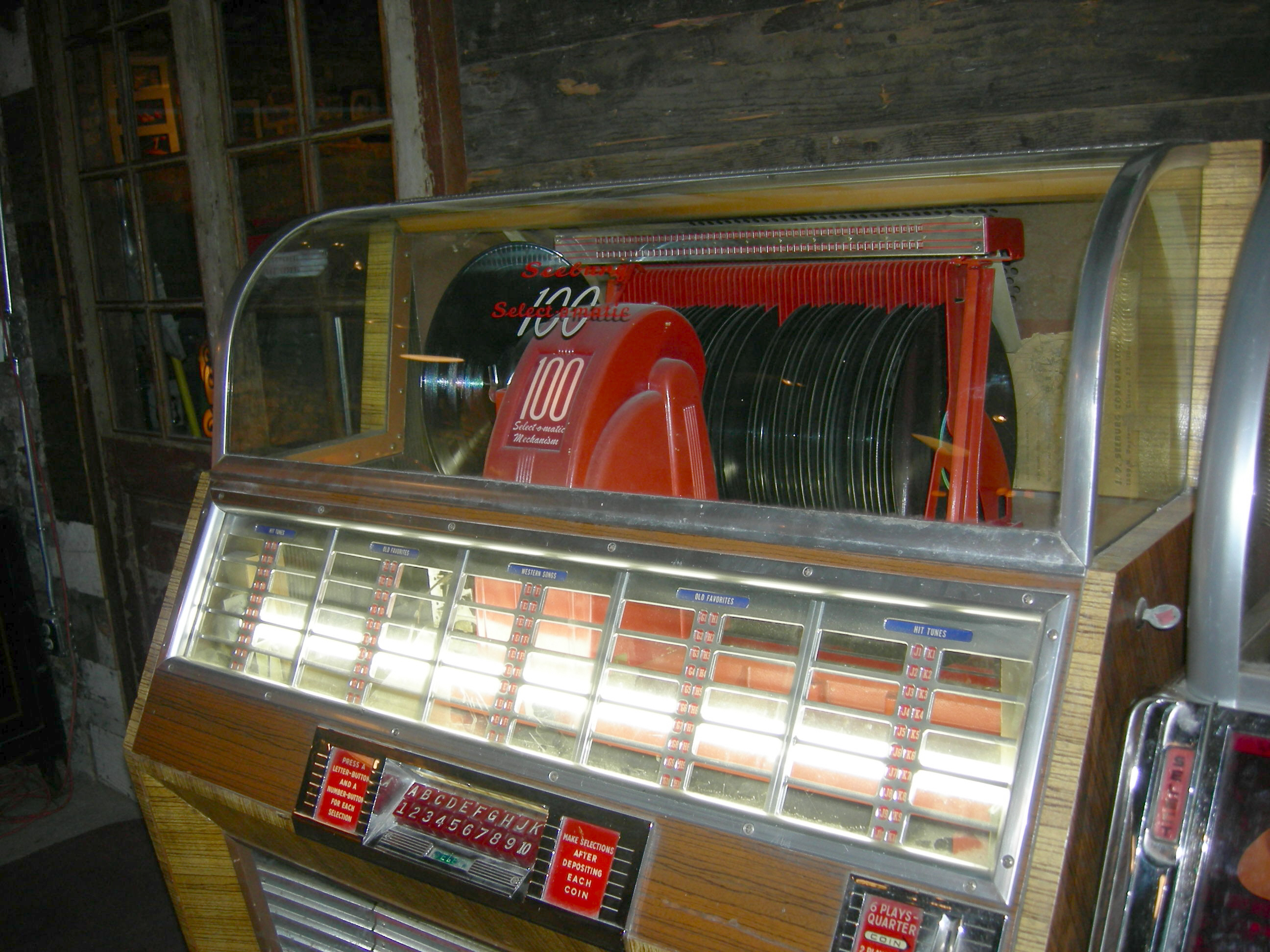
Die Seeburg-Musikbox "Select-o-matic" aus den 1950er Jahren ließ den Musikfreund aus 100 Titeln wählen.

J. P. Seeburg war ein Produzent von amerikanischen Musikautomaten bis in die späten 1970er Jahre mit Sitz in Chicago. Gegründet wurde das Unternehmen vom Schweden Justus P. Sjöberg, der 1887 seine Heimatstadt Göteborg im Alter von 16 Jahren verlassen hatte und in die USA ausgewandert war, wo er den Namen Seeburg annahm.
Die erste Musikbox, die 1952 die neue Singleschallplatte abspielen konnte, war das Modell M100B. Zuvor hatte Seeburg mit dem Modell M100A (1948–51) mit dem beidseitigen Abspielen von 50 Schellackplatten das Musikgeschäft revolutioniert.
Die V bzw. VL 200 wurde 1955 eingeführt und bot 200 Wahlmöglichkeiten. Damit revolutionierte sie den Musikboxmarkt erneut und konnte die Spitzenposition damit behaupten. Zudem wurde mit diesem Modell der sog. „Tormat“ (= Toroid-Matrix) eingeführt – der die Wahlen elektromagnetisch speicherte.
Die V200 gehört – noch mehr als die VL 200 – zu den beliebtesten und teuersten Sammlermodellen der Fa. Seeburg.
Der Seeburg 1000 ist ein Duplex-Wechsel-Schallplattenspieler für Hintergrundmusik.